# Geelan-Piedmont-Gletscher
Der Geelan-Piedmont-Gletscher ist ein Vorlandgletscher, der das nördliche Ende der antarktischen Rothschild-Insel vor der nordwestlichen Küste der Alexander-I.-Insel bildet.
Der British Antarctic Survey nahm zwischen 1975 und 1977 Vermessungen vor. Das UK Antarctic Place-Names Committee benannte ihn 1980 nach Patrick John Michael Geelan (* 1926), von 1955 bis 1979 Sekretär des Permanent Committee on Geographical Names for British Official Use.